# سوسة فراشية فضية
سوسة فراشية فضية (الاسم العلمي:Tinea argentatella) هي نوع من الحشرات تتبع جنس السوسة الفراشية من فصيلة السوسيات الفراشية.